# Terny Beni Hdiel
Terny Beni Hdiel (în arabă تيرنى بنى ھديل) este o comună din provincia Tlemcen, Algeria.
Populația comunei este de 5.737 de locuitori (2008).